# Ivana, grofica Ponthieua
Ivana Dammartinska (o. 1220. – 16. ožujka 1279.) bila je grofica Ponthieua te kraljica Kastilje i Leona kao druga supruga kralja Ferdinanda III. Svetog. Osim što je vladala Ponthieuom, Ivana je bila grofica Aumalea.
Ivanini su roditelji bili Šimun, grof Aumalea i njegova supruga Marija, grofica Ponthieua. Preko svoje majke, Ivana je bila praunuka Luja VII. i Konstancije Kastiljske.
U listopadu 1237., Ivana se udala za kralja Ferdinanda i postala kraljica. Vjenčanje je bilo u Burgosu. Ferdinandova i Ivanina kći bila je Eleonora Kastiljska, supruga Eduarda I. Dugonogog.
Nakon Ferdinandove smrti, Ivana nije imala dobar odnos sa svojim pastorkom, kraljem Alfonsom X., s kojim je bila u zavadi oko feuda i dohotka koji je trebala primati kao kraljica udovica. Godine 1254., Ivana se vratila u Ponthieu.
Ivanin drugi suprug bio je Ivan od Neslea, gospodar Falvyja de La Hérellea.